# Norske Talenter
Norske Talenter (în limba norvegiană, Talentele norvegiene) este un spectacol de televiziune dedicat promovării talentelor tuturor celor care locuiesc în Norvegia. Spectacolul are același format precum show-ul mamă, Britain's Got Talent. Cântărețul de 16 ani, Erlend Bratland, a fost câștigătorul primei ediții a concursului din 2008, iar pianistul, compozitorul și muzicianul român Bogdan Ota a câștigat locul doi în ediția a patra, din 2011. Jurații sunt producătorul muzical Jan Fredrik Karlsen, cântăreața și actrița Mia Gundersen și comediantul actor Thomas Giertsen.
Pentru a vedea o listă completă a tuturor seriilor, vedeți articolul Lista concursurilor Norske Talenter.

## Sumar
| Sezon | An   | Câștigător(i)                        | Locul al 2-lea                         | Locul al 3-lea                  | Prezentatori                         | Jurați                                            |
| 1     | 2008 | Erlend Bratland (cântăreț)           | Vegard Dommersnes (dansator)           | Nora Foss Al-Jabri (cântăreață) | Marte Stokstad Sturla Berg-Johansen  | Thomas Giertsen Mia Gundersen Jan Fredrik Karlsen |
| 2     | 2009 | Quick (dansatori)                    | Lydia Hoen Tjore (cântăreață de operă) | Brian Aksnes Hoseth (magician)  | Pia Lykke Sturla Berg-Johansen       | Thomas Giertsen Mia Gundersen Jan Fredrik Karlsen |
| 3     | 2010 | Kristian Rønning (cântăreț - rapper) |                                        |                                 | John Brungot Marthe Sveberg Bjørstad | Thomas Giertsen Mia Gundersen Alex Rosén          |
| 4     | 2011 | Daniel Johansen Elmrhari (dansator)  | Bogdan Alin Ota (pianist - compozitor) |                                 | John Brungot Marthe Sveberg Bjørstad | Alex Rosén Mia Gundersen Adil Khan                |
| 5     | 2012 | Stine Hole Ulla (cântăreț)           | Anders Jektvik (cântăreț - compozitor) |                                 | Solveig Kloppen Stian Blipp Glopholm | Alex Rosén Mia Gundersen Adil Khan                |

## Seria a 4-a (2011)
Ediția a 4 a concursului a adăugat un nou membru al juriului, Adil Khan, alături de jurații anteriori Mia Gundersen și Alex Rosen. Premiul întâi, în valoare de 500,000 NOK, a fost conferit dansatorului de 13 ani Daniel Johansen Elmrhari. Pianistul, compozitorul și muzicianul român Bogdan Alin Ota, care a fost considerat de mulți ca fiind adevăratul câștigător al concursului, a ocupat "doar" locul doi, dar și-a lansat cu această ocazie o carieră internațională, susținută de câștigarea unui contract cu Sony Norvegia  și de mai multe invitații oficiale de a cânta pe diferite scene și în fața multor audiențe. 

## Premii și nominalizări
Norske Talenter a fost nominalizat în Gullruten ca Cel mai bun spectacol de divertisment în anul 2008.